# Плессер, Жерар
Жерар Плессер (фр. Gerard Plessers; 30 марта 1959, Оверпелт) — бельгийский футболист, защитник.

## Карьера

### Клубная
Жерар Плессер, родившись в бельгийском Оверпелте, начал свою профессиональную карьеру в льежском «Стандарде». Он провёл в этом клубе девять сезонов и сыграл около двухсот игр. Он покинул «Стандард» в 1984 году, присоединившись к немецкому «Гамбург». Он играл в составе этой команды до 1988 года, когда вернулся в Бельгию. Он подписал контракт с «Генком» и играл там один сезон.
После этого он перешёл в «Кортрейк», а в 1992 году перешёл в «Ломмел Юнайтед», где он закончил свою карьеру игрока в 1995 году.

### Сборная
Жерар Плессер вызывался в состав сборной Бельгии в общей сложности двенадцать раз. Он в составе сборной участвовал на чемпионате мира, а также на чемпионате Европы, где сборная Бельгия заняла второе место.

## Достижения
«Стандард» Льеж
- Чемпион Бельгии: 1981/82, 1982/83
- Кубок Бельгии: 1980/81

 «Гамбург»
- Кубок Германии: 1986/87